# آستا تی‌وی
آستا تی‌وی (انگلیسی: Aastha TV) شرکت رسانه‌ای هندی است، که در سال ۲۰۰۰ تأسیس شد.